# EA Sports FC 25
EA Sports FC 25 (parfois abrégé en FC 25) est un jeu vidéo de football développé par EA Vancouver et édité par EA Sports, sorti le 27 septembre 2024 sur PC, PlayStation 4, PlayStation 5, Xbox One, Xbox Series et Nintendo Switch. Il s'agit du successeur de EA Sports FC 24. Le joueur Jude Bellingham est tête d'affiche du jeu.

## Nouveautés
Plusieurs nouveautés ont fait leur apparition sur ce nouveau EA Sports FC, notamment l'arrivée d'un pass saisonnier. Ce pass prend une forme semblable à ceux des jeux vidéo tels que Fortnite ou Clash Royale. Au fil de la progression du joueur, celui-ci obtient des récompenses. Une partie du pass est gratuite et l'autre payante.
Dans le mode Carrière de EA Sports FC 25, une nouvelle fonctionnalité intégrant les réseaux sociaux a vu le jour. Les joueurs peuvent voir les commentaires et réactions concernant leurs performances et les événements du jeu. De plus, Fabrizio Romano fait des apparitions pour annoncer les transferts.
Dans le mode Clubs Pro, le menu statique a laissé place à un vestiaire plus immersif qui renforce la cohésion entre les joueurs.